# Мамич-Бердей
Мамич-Бердей (? — около 1556, Москва) — герой марийского народа, сотенный князь, ключевая фигура 1-й Черемисской войны (1552—1557), владелец нескольких сотен-волостей на Малой Кокшаге. Противник присоединения Казанского ханства к Русскому государству, активный оппонент линии Ивана Грозного на подчинение марийских земель.

## Деятельность
В 1552—1554 годах руководил небольшой группой повстанцев, на Волге совершал нападения на русские суда. К 1555 году его отряд вырос до нескольких тысяч воинов. С целью освобождения Казанского ханства пригласил в 1555 году из Ногайской Орды царевича Ахпол-бея, который, однако, со своим отрядом в 300 воинов не оказал помощи повстанцам, а занялся грабежами марийского населения, за что вместе со свитой был казнён. После этого Мамич-Бердей сам возглавил движение народов Поволжья за восстановление независимости от Русского царства. Под его руководством находилось двадцать тысяч повстанцев — луговых марийцев, татар, удмуртов. В марте 1556 года попытался вовлечь в повстанческое движение горных марийцев и чувашей, но вследствие предательства был схвачен сотником Алтышом (охрана Мамич-Бердея 200 человек была перебита) и выдан русским властям. Казнён в Москве.

## Потомки
Дети Мамич-Бердея продолжали владеть его волостями вплоть до начала 2-й Черемисской войны (1571—1574). Сын Мамич-Бердея Качак был одним из лидеров освободительного движения во 2-й Черемисской войне. Внук Мамич-Бердея Джан-Гали.

## Память
Мамич-Бердею посвящён одноимённый роман Леонида Яндакова. В Оршанском районе Республики Марий Эл недалеко от деревни Кугунур установлен памятный камень в честь Мамич-Бердея. Мамич-Бердея также почитают татары и удмурты.